# St John’s Cathedral (Brisbane)

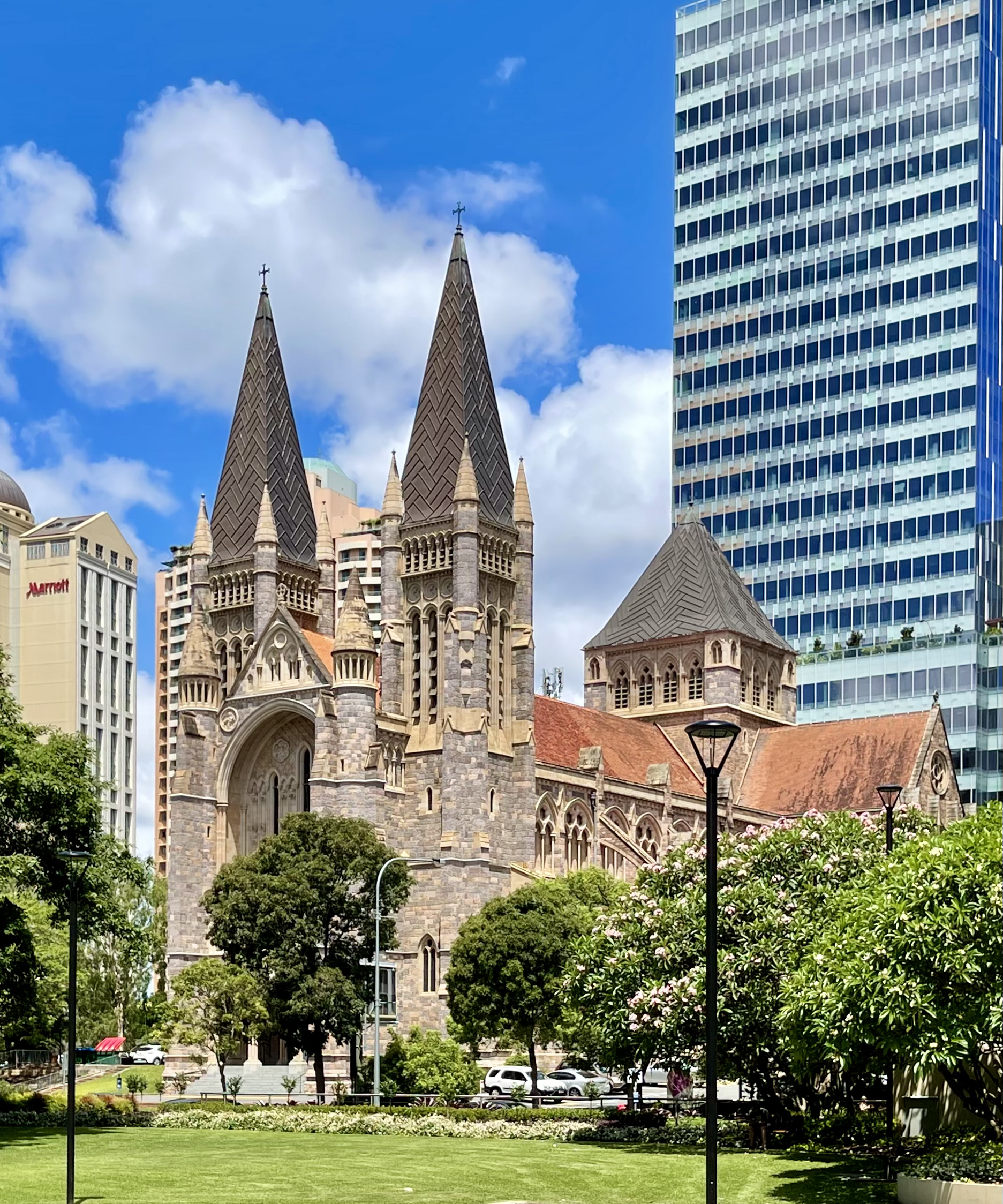
Die Hauptportalseite mit den Türmen

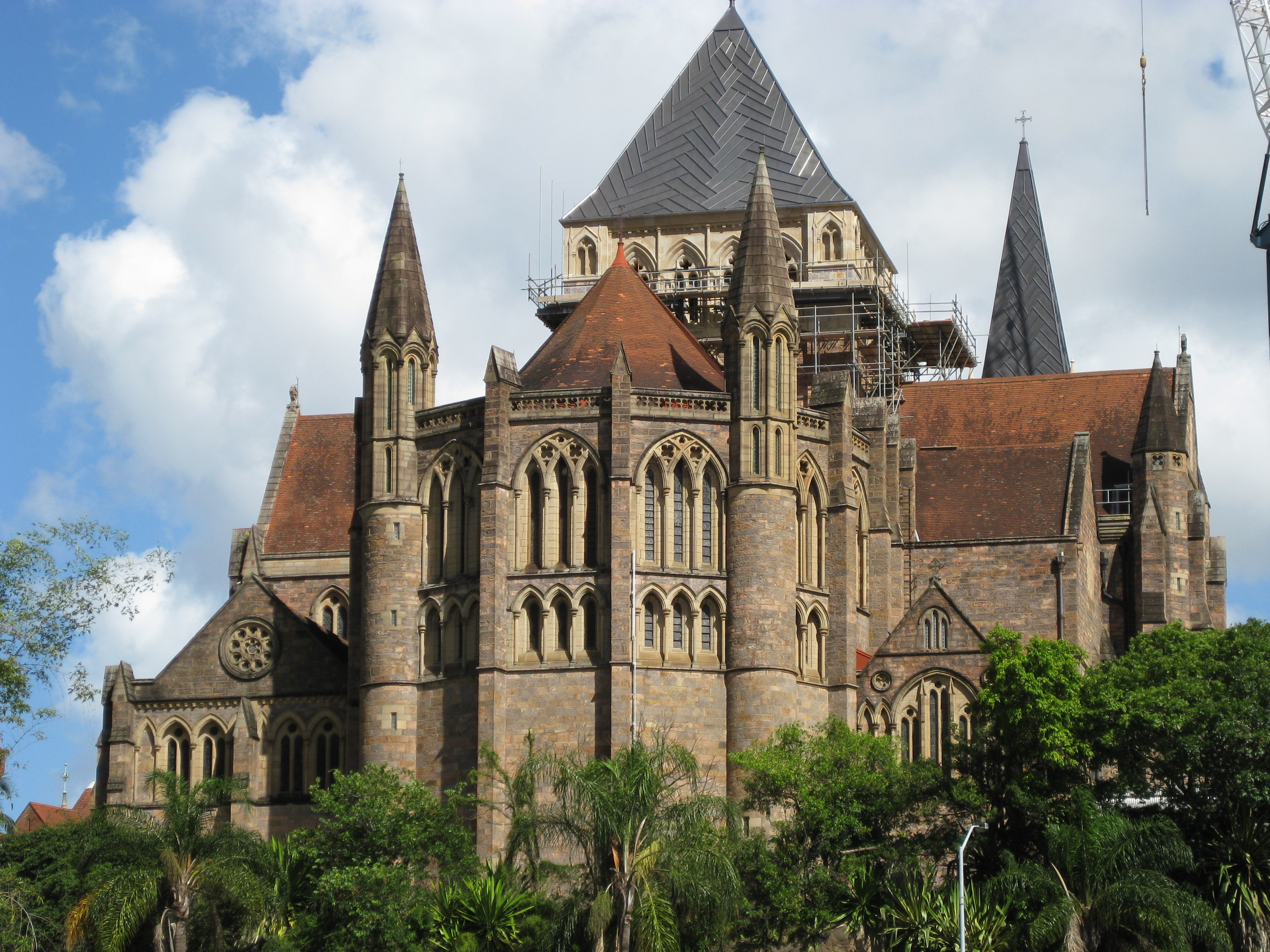
Die Chorseite der Kathedrale 2009

Die St. John’s Cathedral (St.-Johannes-Kathedrale) im australischen Brisbane wurde nach 108 Jahren Bauzeit 2008 fertiggestellt. Sie ist nach der 1978 fertiggestellten Liverpool Cathedral und der Washington National Cathedral in Washington, D.C. von 1990 der letzte gebaute neugotische Dom der Welt. Die ebenfalls neugotische Cathedral of Saint John the Divine in New York ist noch im Bau. Das denkmalgeschützte Bauwerk ist seit 1992 eingetragen im Queensland Heritage Register.

## Geschichte
Der Bauauftrag für die dem Evangelisten Johannes geweihte anglikanische Bischofskirche der australischen Kirchenprovinz Queensland erging 1885 oder 1886. Der britische Architekt John Loughborough Pearson entwarf eine Kirche, die der von ihm gebauten Kathedrale von Truro in Cornwall nachempfunden war. Vorbild für beide war der frühgotische Dom von Lincoln. Aufgrund verschiedener Verzögerungen kam es erst 1901 zur Grundsteinlegung und 1903 zum tatsächlichen Baubeginn der Domkirche in Brisbane. Die ursprünglichen Baupläne wurden von Frank Loughborough Pearson, dem Sohn des Planers, unterdessen leicht modifiziert.
Die Bautätigkeit an dem durch Spenden finanzierten Gotteshaus fand bisher in drei Hauptperioden statt: von 1906 bis 1910, dann von 1965 bis 1969 und schließlich von 1989 bis 2008. Zuletzt war geplant, den Dombau 2007 abzuschließen, schließlich wurde der Bau 2008 beendet und am 29. Oktober 2009 geweiht.
St. John’s Cathedral ist Sitz eines in Australien bekannten Männer- und Knabenchores mit religiösem, aber auch weltlichem Repertoire. Die Orgel mit vier Manualen wird häufig für Orgelkonzerte verwendet.